# Trichoceromyza lutescens
Trichoceromyza lutescens är en tvåvingeart som beskrevs av Blanchard 1852. Trichoceromyza lutescens ingår i släktet Trichoceromyza, ordningen tvåvingar, klassen egentliga insekter, fylumet leddjur och riket djur. Inga underarter finns listade i Catalogue of Life.